# مدل رنگ ال‌ای‌بی

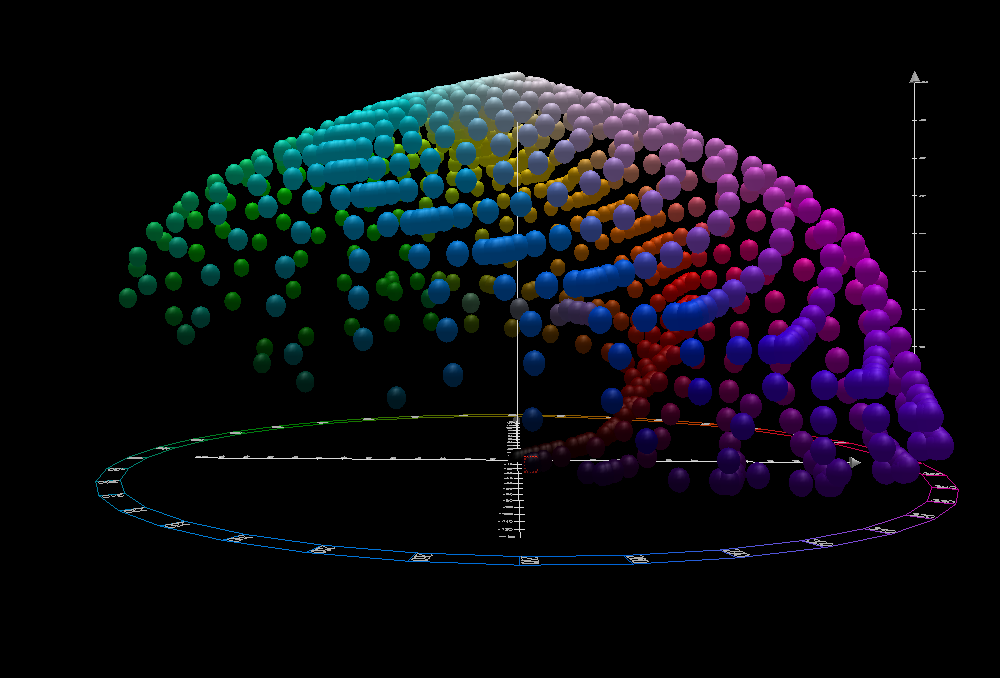
مدل رنگ ال‌ای‌بی از رو به رو

مدل رنگ Lab (به انگلیسی: CIE Lab) کامل‌ترین مدل رنگی است که  توسط کمیته بین المللی روشنایی تعیین شده و تمام رنگ های قابل مشاهده برای چشم انسان را توصیف می‌کند. سه مختصات L,*a,*b* بیانگر مشخصاتی هستند که ذیلأ ذکر می‌شود.
L* : نشان دهنده شدت روشنائی است. 0 = L* به منزله سیاه و 100 = L* نشان دهنده پراکندگی روشنائی یا نور کامل است.
a* : موقعیت آن بین سبز و قرمز متغیر است، مقادیر منفی a* نشان دهنده رنگ‌های سبز و مقادیر مثبت آن به منزله رنگ‌های قرمز هستند.
b* : موقعیت آن بین آبی و زرد متغیر است، مقادیر منفی b* نشان دهنده رنگ‌های آبی و مقادیر مثبت آن به منزله رنگ‌های زرد هستند.
مدل رنگ Lab مدل جامعی بوده و یک فضای رنگی مستقل از دستگاه device independent color space است. برخلاف مد رنگی سی‌ام‌وای‌کی و مد رنگی آرجی‌بی که فضاهای رنگی وابسته به دستگاه device dependent color space هستند. بر خلاف مدل های رنگی RGB و CMYK ، رنگ‌های  Lab، تقریباً نزدیک به بینایی انسان طراحی شده است.
برخی از کاربردهای مدل رنگ CIE Lab در نرم افزارهای خاص عبارتست از:  
-  در نرم افزار Adobe Photoshop، به منظور ویرایش تصویر از CIE Lab استفاده می‌شود . 
- در پروفایلهای ICC، فضای رنگی CIE Lab به عنوان یک ارتباط دهنده پروفایل به کار می‌رود.
-  در فایلهای TIFF، فضای رنگ به کار رفته مدل CIE Lab است . 
-  در اسناد PDF، فضای رنگی به کار گرفته شده، مدلCIE Lab است.  
از آنجا که *L*a*b یک مدل سه بعدی است، تنها میتواند در یک فضای سه بعدی به درستی نمایانده شود، 
تصاویر دو بعدی موجود در لینک زیر شامل نمودارهای رنگی هستند، بخش هائی با رنگ های جامد و با یک سبک ثابت، بسیار مهم است که بدانیم بازنمائی بصری رنگ در این مدلها دقیق نیستند و صرفأ برای درک مفهوم به کار برده می‌شوند.  